# Île Nelson (îles Shetland du Sud)
Pour les articles homonymes, voir Île Nelson.
L'île Nelson (ou île Leipzig, îles de Nelson, île de O'Cain, île Strachans) est une île qui appartient aux Îles Shetland du Sud, en Antarctique. Elle est située au sud-ouest de l'île du Roi George dont elle est séparée par le détroit Fildes.
Vers le sud-ouest, le détroit de Nelson la sépare de l'île Robert.
L'île Nelson mesure 19 km d'est en ouest, et environ 11 km du nord au sud. Elle est recouverte de glace en quasi-permanence. Sur son littoral se détachent: la Punta Armonía et la Caleta Armonía à l'ouest, la Punta Ross au sud-ouest et la Punta Duthoit au sud-est.
Sur la côte nord de l'île, près du détroit Fildes, est située la base tchèque « ECO Nelson ».